# Burgstall Freudeneck

Hinweistafel am Burgstall

Der Burgstall Freudeneck ist eine abgegangene mittelalterliche Höhenburg auf dem Greinberg, auch Kraiberg genannt, auf der Gemarkung Daschendorfer Forst der Gemeinde Rattelsdorf im Landkreis Bamberg in Bayern. Über diese Spornburg sind keine geschichtlichen oder archäologischen Informationen bekannt, sie wird grob auf mittelalterliche Zeitstellung datiert. Erhalten haben sich von der Anlage nur ein Graben und ein Mauerrest, die ehemalige Burg ist einer der Schauplätze der Sage vom Zwerg von Freudeneck. Der Burgstall ist als Bodendenkmal D-4-5931-0050 „Burgstall des Mittelalters“ vom Bayerischen Landesamt für Denkmalpflege erfasst.

## Geschichte und Beschreibung
Über die Geschichte dieser mittelalterlichen Burganlage ist nichts bekannt. Möglicherweise diente sie, wie die nur 1250 Meter nordöstlich gelegene kleine Turmhügelburg Helfenroth der Verwaltung des kaiserlichen Wildbannes vom Zeilberg, von der sich nur der Turmhügel Schlosshügel erhalten hat. Erwähnt wurde die Burgstelle erstmals 1685 und nochmals 1696 durch die Baunacher Jagdkommission.
Die ovale, 80 × 70 Meter messende Burgstelle befindet sich auf 356 m ü. NHN Höhe auf einer nach Nordnordosten gerichteten Spornkuppe des Greinberges. Die Nord- und die Ostseite der Kuppe fallen steil ab. Im Westen und im Süden ist das Vorgelände der ehemaligen Burg relativ eben, es fällt nur wenige Höhenmeter ab, worauf es nach einer Einsattelung zum Gipfelpunkt des Berges ansteigt. Dort wurde zum Schutz der Anlage eine Sandsteinmauer mit vorgelagertem Graben angelegt.